# Каленборн-Шойерн
Каленборн-Шойерн (нем. Kalenborn-Scheuern) — община в Германии, в земле Рейнланд-Пфальц. 
Входит в состав района Вульканайфель. Подчиняется управлению Герольштайн.  Население составляет 460 человек (на 31 декабря 2010 года). Занимает площадь 7,34 км².